# Petrosedum
Petrosedum je biljni rod iz porodice tustikovki ili žednjakovki kojemu pripada 14 vrsta (bez hibridnih) iz Europe (uključujući Hrvatsku) i sjeverne Afrike.

## Vrste
1. Petrosedum × affomarcoi (L.Gallo & Afferni) Afferni
2. Petrosedum albescens Afferni
3. Petrosedum amplexicaule (DC.) Velayos
4. Petrosedum × bellardii L.Gallo
5. Petrosedum × brevierei (Chass. ex L.Gallo) Afferni
6. Petrosedum dianium (O.Bolòs) Afferni
7. Petrosedum × elaverinum (L.Gallo & J.-M.Tison) L.Gallo
8. Petrosedum erectum ('t Hart) Grulich
9. Petrosedum × estrelae Gideon F.Sm. & R.Stephenson
10. Petrosedum forsterianum (Sm.) Grulich
11. Petrosedum × henkii (L.Gallo) Afferni
12. Petrosedum × hommelsii ('t Hart) Niederle
13. Petrosedum × lorenzoi (Niederle) Niederle
14. Petrosedum × luteolum (Chaboiss.) Grulich
15. Petrosedum montanum (Songeon & E.P.Perrier) Grulich, brdski žednjak
16. Petrosedum monteferraticum Niederle
17. Petrosedum ochroleucum (Chaix) Niederle, žućkastozeleni žednjak
18. Petrosedum orientale ('t Hart) Grulich
19. Petrosedum × pascalianum (L.Gallo) Afferni
20. Petrosedum pruinatum (Link ex Brot.) Grulich
21. Petrosedum rupestre (L.) P.V.Heath, stjenoviti žednjak
22. Petrosedum sediforme (Jacq.) Grulich,  visoki žednjak
23. Petrosedum subulatum (C.A.Mey.) Afferni
24. Petrosedum tenuifolium (Sm.) Grulich